# Automeris io
Automeris io — досить яскравий північноамериканський метелик (міль), що належить до родини сатурнієвих.

## Опис
В Імаго (статевозрілих, у продуктивному віці) розмах крил становить 63-88 мм. Для виду характерний статевий диморфізм, самці мають яскраво-жовті передні крила, тіло та ноги, тоді як в самиць червонувато-брунатні передні крила, тіло та ноги. Самці, зокрема, мають більші, ніж у самиць перисті антени. І в самця, і в самиці на обох задніх крилах є великі так звані «очі», що бувають від чорного до синюватого кольорів з білою цяткою в центрі. Ці «очі» є своєрідним механізмом захисту, який дає змогу відлякувати потенційних хижаків, особливо коли метелик сидить в позиції вниз головою.

## Поширення
Цей вид зустрічається в Канаді та Сполучених Штатах.